# Chetma
Chetma là một đô thị thuộc tỉnh Biskra, Algérie. Dân số thời điểm năm 2002 là 8.677 người.